# Seznam kanadskih biatloncev
Seznam kanadskih biatloncev.

## A
- Martine Albert

## B
- Megan Bankes
- Sarah Beaudry
- Marc-André Bédard
- Myriam Bédard
- Kristin Berg
- Jules Burnotte

## C
- Robin Clegg
- Michelle Collard
- Rosanna Crawford
- Steve Cyr

## D
- Macx Davies
- Emily Dickson

## G
- Christian Gow
- Scott Gow
- Brendan Green

## H
- Gillian Hamilton
- Megan Heinicke

## I
- Megan Imrie
- Jane Isakson

## K
- Nikki Keddie
- Sandra Keith
- Zina Kocher

## L
- Jean-Philippe Leguellec
- David Leoni
- Emma Lunder

## M
- Lise Meloche
- Aidan Millar
- Nadia Moser

## P
- Marie-Pierre Parent
- Benita Peiffer
- Scott Perras
- Logan Pletz

## R
- Julia Ransom
- Adam Runnalls
- Glenn Rupertus

## Q
- Kevin Quintilio

## S
- Nathan Smith

## T
- Megan Tandy